# 隱伏硬殼寄居蟹
隱伏硬殼寄居蟹（学名：Calcinus latens）为活額寄居蟹科硬殼寄居蟹屬下的一个种。